# 本庄鈴ととのいました
『本庄鈴ととのいました』（ほんじょうすずととのいました　英題：I was with Suzu Honjo）は、エンタちゃん放送局で配信されている本庄鈴がMCを務めるサウナ情報バラエティ番組である。かつてはエンタ!959でテレビ番組として放送されていた。dTV、アマゾンPrime Videoなどで配信されるメンズNECOチャンネルとの共同制作番組。

## 番組概要
放送初期はdTV・メンズNECOで先行配信。その後エンタ!959で放送。1ヶ月間はPigooオンデマンドで配信された。全国のサウナを巡りながら「ととのう」を体験、業界にサウナ女子の輪を広げていくことを目指す。第1回前となる2021年1月21日には本番組の先行上映会・ネットサイン会を含めたYouTube生配信会も行われた。放送初回は2021年3月17日。1回2本撮り。一般客が映りこむことを避けるため、開店前に収録しており、収録時はおおむね朝7時から撮影を開始している。
湯船、サウナなどの入浴シーンはタオル着用。第1回はMCの本庄が「一番ととのいやすい」としている湯乃泉・草加健康センターで撮影した。
番組名は表記ゆれがあり、タイトルロゴ通り『本庄鈴ととのいました♡』とハートマークが付記されるケースもある。
2021年12月よりU-NEXTで配信開始。
2023年3月26日、連動ポッドキャスト番組『本庄鈴のととのうラジオ』を不定期で配信開始。
2024年1月17日放送分をもって、スカパー!およびPigooオンデマンドでの配信が終了。以降はDMMオンラインサロン「エンタちゃん放送局」、vimeoライブでの配信となる。
3月13日、DMMオンラインサロン「エンタちゃん放送局」の開局を記念した3番組合同トークショーを開催。出演者は天使もえ＆青柳貴哉（今日のあまつか）、本庄鈴（本庄鈴ととのいました）、未歩なな（未歩ななの始めの一歩）。

## 出演者
MC
- 本庄鈴

サウナ大好き女優。
天の声
- 高橋慎

生配信版のみ出演。スタッフとして撮影に同行しているため、場合によっては本編にも声だけ出演。進行、解説役を務める。

## おもなコーナー
正しいサウナの入り方
本庄が各サウナおすすめのサウナの楽しみ方を、視聴者に向けレクチャーする。サウナ用語はテロップ表示でも解説。水風呂を浴び、ととのった状態を案内。スタジオ版では「教えて鈴先生」としてスタジオ観覧車に用語を解説するコーナーも設けられている。
サウナ飯
訪れたサウナの近隣、スーパー銭湯等であればレストラン、食事スペースで食レポ、アフタートークを行う。
反省会
生配信版のみ。今後の展望、やってみたい、やってほしい企画なども視聴者コメントと共に送る。

## 放送リスト
| 放送回 | 初回放送日     | ゲスト              | 備考                                                                        |
| ------ | -------------- | ------------------- | --------------------------------------------------------------------------- |
| #1     | 2021年 3月17日 |                     | 1月21日先行配信。湯乃泉・草加健康センター。BD Vol.1収録。                   |
| #2     | 4月17日        | 青空ひかり          | 1月21日先行配信。湯乃泉・草加健康センター。BD Vol.1収録。                   |
| #3     | 5月19日        | あべみかこ          | 3月10日先行配信。新宿歌舞伎町・テルマー湯。BD Vol.1収録。                   |
| #4     | 6月16日        | あべみかこ          | 4月10日先行配信。新宿歌舞伎町・テルマー湯後編。BD Vol.1収録。               |
| #5     | 7月17日        | 小倉由菜            | 5月10日先行配信。萩の湯編。BD Vol.1収録。                                   |
| #6     | 8月18日        | 加藤あやの          | 6月7日先行配信。改良湯編。BD Vol.2収録。                                    |
| #7     | 9月17日        | 唯井まひろ 井上勝正 | 7月11日先行配信。おふろの国編。BD Vol.2収録。                               |
| #8     | 10月16日       | 唯井まひろ          | おふろの国・後編。BD Vol.2収録。                                            |
| #9     | 11月16日       |                     | 8月26日先行配信。六本木・チームラボリコネクト編。BD Vol.2収録。             |
| #10    | 12月17日       | 山岸逢花            | 9月12日先行配信。ノーラ名栗テントサウナ編。BD Vol.2収録。                   |
| #11    | 2022年 1月16日 | 栄川乃亜            | 11月18日先行配信。ザベッド&スパ所沢編。BD Vol.3収録。                       |
| #12    | 2月16日        |                     | 12月19日先行配信。℃恵比寿編。BD Vol.3収録。                                 |
| #13    | 3月16日        |                     | 教えて鈴先生スペシャル（総集編）。                                          |
| #14    | 4月17日        | 時田亜美            | 2022年2月10日先行配信。松本湯編。BD Vol.3収録。                             |
| #15    | 5月18日        | 時田亜美            | BD Vol.3収録。                                                              |
| #16    | 6月16日        |                     | 2022年4月3日先行配信。ソロサウナtune編。BD Vol.3収録。                      |
| #17    | 7月17日        | 竹内有紀            | 2022年6月4日先行公開。蔵サウナ（KURA SAUNA）編。BD Vol.4収録。              |
| #18    | 8月17日        |                     | BD発売記念公開放送。BD Vol.4収録。                                          |
| #19    | 9月18日        | miru                | 2022年9月9日先行配信、スタジオ収録。日光サウナリゾート編。BD Vol.4収録。    |
| #20    | 10月19日       | あべみかこ 栄川乃亜 | 2022年7月30日、ロフト9渋谷収録。BD Vol.4収録。                              |
| #21    | 11月16日       | あべみかこ 栄川乃亜 | サウナ女子トークライブ後編。BD Vol.4収録。                                  |
| #22    | 12月16日       | 山岸逢花            | 2022年10月2日先行配信。シーサウナシャック編。BD Vol.5収録。                 |
| #23    | 2023年 1月17日 | 架乃ゆら            | 2022年10月16日先行配信。埼玉・ときたまひみつきちCOMORIVER編。BD Vol.5収録。 |
| #24    | 2月16日        | 青空ひかり          | 2023年1月22日収録、先行配信、KUDOCHI SAUNA編。BD Vol.6収録。                |
| #25    | 3月16日        | miru 架乃ゆら       | 12月22日収録、先行配信。第2回サウナ女子トークライブ。BD Vol.5収録。         |
| #26    | 4月16日        | 青空ひかり          | ラグジュアリーサウナ番外編。                                                |
| #27    | 5月17日        | 安達夕莉            | 2023年3月18日先行配信。Ledian Spa編。BD Vol.6収録。                         |
| #28    | 6月16日        |                     | 2023年4月23日先行配信。パーソナルサウナKUU編。BD Vol.7収録。                |
| #29    | 7月16日        | 浜辺栞帆            | 2023年6月22日先行配信。RED° E-SAUNA UENO編。BD Vol.7収録。                  |
| #30    | 8月16日        | 小倉由菜 唯井まひろ | 2023年7月25日先行配信。サウナスイートキャビン編。BD Vol.6収録。             |
| #31    | 09月17日       | 小倉由菜 唯井まひろ | 2023年8月5日先行配信。サウナ飯BBQ編。BD Vol.6収録。                         |
| #32    | 10月18日       | 楓ふうあ            | 2023年9月20日先行配信。KUDOCHIsauna六本木店編。BD Vol.7収録。               |
| #33    | 11月17日       |                     | 2023年10月26日先行配信。8HOTEL湘南藤沢編。BD Vol.7収録。                    |
|        |                | 青空ひかり          | 2023年11月12日開催、「本庄鈴ととのいましたVol.6」発売記念トークイベント。   |
| #34    | 12月16日       | 山岸あや花          | 2023年12月5日先行配信。蔵サウナ宇都宮編。BD Vol.8収録。                     |
| #35    | 2024年 1月17日 | 山岸あや花          | スカパーの放送番組としては最終回。BD Vol.8収録。                            |

## 配信リスト
| 配信回 | 初回配信日    | ゲスト     | 備考                                                           |
| ------ | ------------- | ---------- | -------------------------------------------------------------- |
| #36    | 3月8日        |            | ポッドキャスト「本庄鈴のととのうラジオ」映像版。BD Vol.8収録。 |
| #37    |               | スター諸星 | 2024年1月21日先行配信。アウフグース講習編。BD Vol.8収録。      |
| #38    |               |            | 2月23日先行配信。Blu-ray発売記念サイン＆PR会。                 |
| #39    | 4月12日       | 流川夕     | 3月27日先行配信。サウナランド浅草編。BD Vol.8収録。            |
| #40    | 6月14日       |            | 浅草・TARU SAUNA LABO編。BD Vol.9収録。                        |
| #41    |               | 御園もも   | KAMAKURA HOTEL編。BD Vol.9収録。                               |
| #42    | 8月16日       | 浅野こころ | Sauna Lounge Rentola編。BD Vol.9収録。                         |
| #43    |               | 希島あいり | 8月25日先行配信。SAUNA OOO編。BD Vol.9収録。                   |
| #44    | 10月18日      |            | 本庄鈴のととのうラジオ。夏の思い出、写真展の話。BD Vol.9収録。 |
| #45    | 11月17日      |            | 新作BD（2作同時）発売イベント。                                |
| #46    | 12月20日      | miru       | ととのうラジオイン沖縄                                         |
|        |               |            | 10月2日先行配信。KUDOCHI SAUNA 上野湯島店 編                   |
| #47    | 2025年2月21日 | miru       | 2025年1月25日先行配信。亜熱帯サウナ編。                        |
| #48    |               | 海老咲あお | ノーラ名栗編。3月15日先行配信。                                |
| #49    | 5月23日       |            | Re: PRIVATE SAUNA編（千葉県船橋市）。5月14日先行配信。         |
| #50    | 6月20日       |            | SARA GRANDE編。6月17日先行配信。                               |

## スタッフ
- 制作協力：C-more エンターテイメント、日活
- 制作著作：ノーマンスリー